# Вейналдум, Джорджиньо
Джорджи́ньо Греджо́н Эми́л Вейна́лдум (нидерл. Georginio Gregion Emile Wijnaldum; род. 11 ноября 1990, Роттердам, Южная Голландия) — нидерландский футболист, полузащитник клуба «Аль-Иттифак» и сборной Нидерландов.
Выпускник футбольной академии «Фейеноорда». За пять лет в команде отыграл порядка 130 матчей. Бронзовый призёр чемпионата мира 2014 и чемпионата Европы 2024, Участник чемпионата Европы 2020. 

## Ранние годы
Джорджиньо Вейналдум родился и вырос в Роттердаме, провинция Южная Голландия, Нидерланды. Когда ему было шесть лет, родители развелись, и мать переехала в Амстердам. Вейналдум остался в родном городе с бабушкой.
В детстве не интересовался футболом. Он иногда играл в него в школе, однако никогда не смотрел по телевизору и не ходил на стадионы. Хотел стать гимнастом или акробатом. Племянник Вейналдума попросил сходить с ним на просмотр в клуб «Спарта», и Вейналдума взяли в футбольную академию команды.

## Клубная карьера
Вейналдум быстро стал одним из лидеров академии, завоевав два чемпионства за первые два сезона в команде. Вскоре к нему стали проявлять интерес ведущие клубы Нидерландов: «Аякс», ПСВ и «Фейеноорд», но игрок ответил отказом на все предложения. После семи сезонов в «Спарте» и выступления за национальные сборные Нидерландов разных возрастов, Вейналдум всё же решил принять очередное предложение «Фейеноорда».
В «Фейеноорде» стал выступать с целой плеядой молодых талантов, таких как Лерой Фер и Луис Педро. Но выделялся даже на их фоне, и в январе 2007 года главный тренер команды Эрвин Куман пригласил 16-летнего Вейналдума в тренировочный лагерь в Белеке, Турция для работы с первой командой.

### «Фейеноорд»

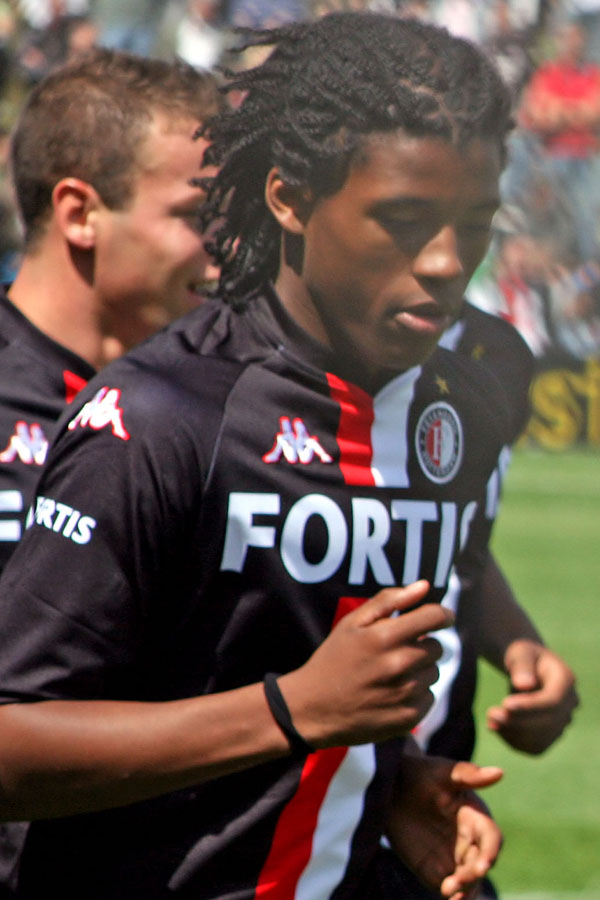
Вейналдум в составе «Фейеноорда» в 2007 году

8 апреля 2007 года Вейналдум дебютировал за первую команду, выйдя в основе в матче против «Гронингена» (0:4). В возрасте 16 лет и 148 дней стал самым молодым игроком «Фейеноорда», выходившим на поле в матче Эредивизе. 2 декабря 2007 года забил первый мяч за «Фейеноорд» в матче против «Хераклеса» (6:0).
в сезоне 2008/09 Вейналдум дебютировал на европейской арене. 16 сентября 2008 года он вышел в стартовом составе матча Кубка УЕФА против «Кальмара» (0:1). 2 октября забил свой первый мяч в еврокубках в ответном матче против «Кальмара» (1:2) и помог своей команде выйти в групповой этап Кубка УЕФА.
6 марта 2009 года Вейналдум подписал новый контракт с «Фейеноордом», согласно которому он оставался в клубе до лета 2012 года. 27 февраля 2011 года помог команде разгромить «Гронинген» 5:1, забив четыре гола. Всего в сезоне 2010/2011 в 34 играх Вейналдум, играя на позиции полузащитника, отличился 14 раз. Всего провёл 134 матча и забил 25 голов.

### ПСВ

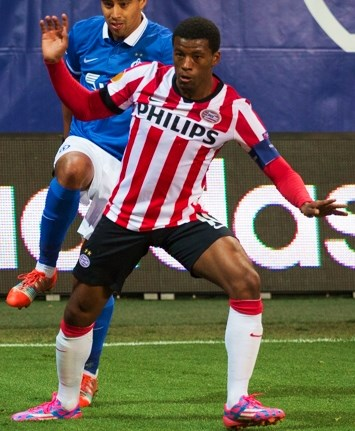
Вейналдум в составе ПСВ

Отсутствие трофеев побудило Вейналдума искать себе новую команду. 29 июня 2011 года технический директор «Фейеноорда» объявил о его переходе в ПСВ за 5 миллионов евро. Коллектив из Эйндховена регулярно боролся за чемпионский титул и попадал в групповой этап Лиги чемпионов. На игрока так же претендовали «Твенте», «Аякс» и ряд клубов из Италии, Германии и Испании. Вейналдум очень тепло попрощался с родной командой, оставив значительную часть годового гонорара академии «Фейеноорда». 7 августа дебютировал в официальных играх в матче Эредивизи против «АЗ» (1:3).
В своём первом сезоне провёл 50 матчей во всех турнирах и забил 14 голов. Он был вынужден играть на правом фланге атаки, так как на позиции под нападающим располагался Ула Тойвонен. В следующем сезоне из-за тяжёлой травмы Тойвонена Вейналдум перебрался в центр поля и поднял результативность до 20 мячей в 45 встречах. В сезоне 2013/14 игрок присел на скамейку запасных, а затем получил травму и сыграл всего в 11 встречах. Однако вызов в сборную и отличная игра на ЧМ-2014 помогла Вейналдуму вернуть доверие тренерского штаба и снова стать лидером ПСВ. В сезоне 2014/15 стал чемпионом.

### «Ньюкасл Юнайтед»
11 июля 2015 года перешёл в «Ньюкасл Юнайтед». Сумма трансфера составила 27 миллионов фунтов. Подписал контракт до 2020 года и стал одним из самых высокооплачиваемых игроков «сорок». Свой первый гол забил уже в дебютном поединке сезона против «Саутгемптона» (2:2), а 18 октября оформил дебютный покер в противостоянии с «Норвичем» (6:2). 6 декабря помог своей команде обыграть дома «Ливерпуль» (2:0), отметившись голом и голевой передачей. Это было первое поражение Юргена Клоппа в английской карьере. Вейналдум стал настоящим лидером «сорок» в том сезоне и единственным игроком, к которому не было никаких претензий в мае, когда «Ньюкасл» сенсационно вылетел в Чемпионшип. Вейналдум провёл на поле все 38 матчей в АПЛ и успел переквалифицироваться в нападающего.

### «Ливерпуль»

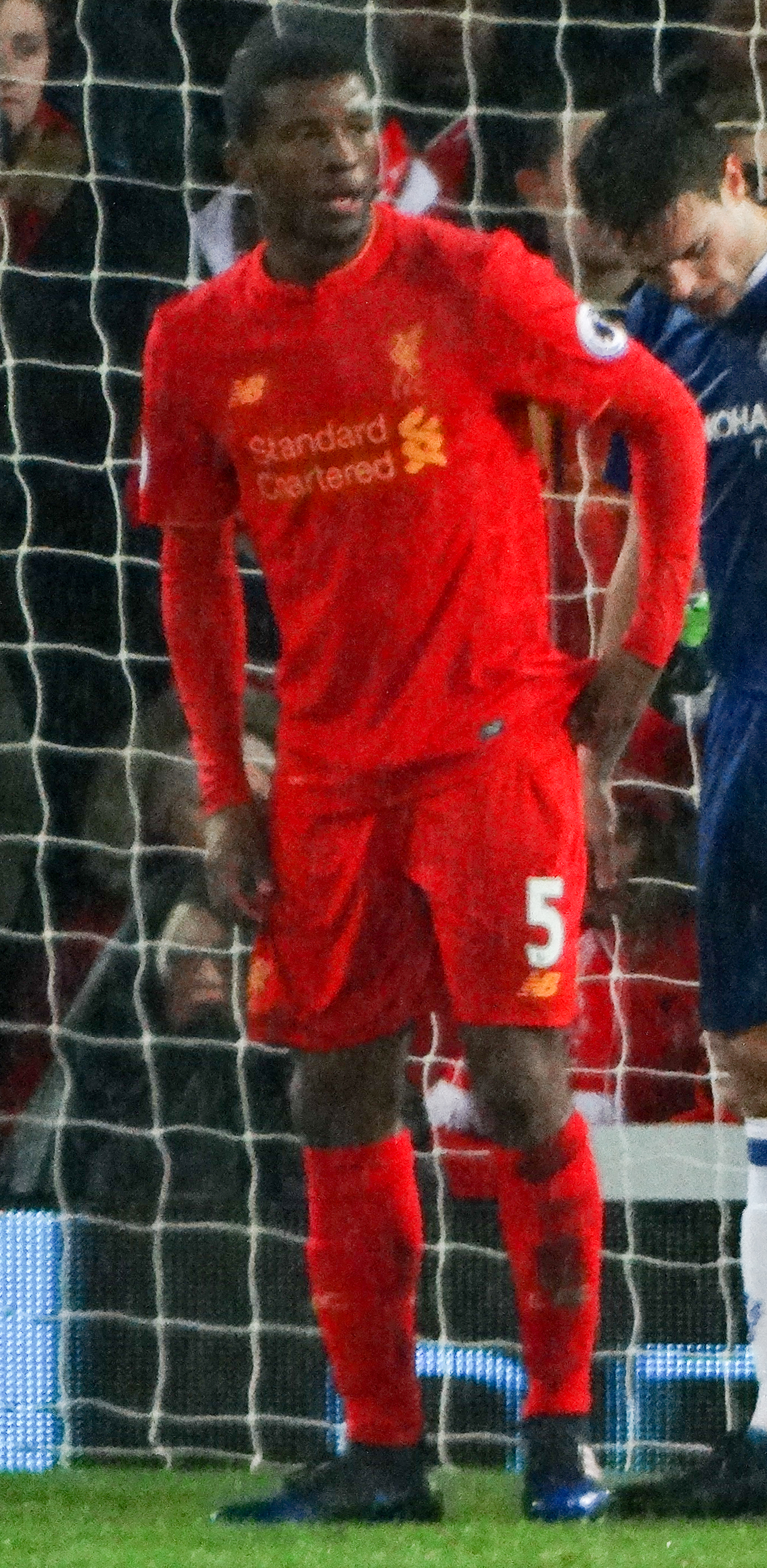
Вейналдум в составе «Ливерпуля» в 2017 году

22 июля 2016 года перешёл в «Ливерпуль» за 25 миллионов фунтов. Контракт был подписан сроком на 5 лет. Свой первый матч провёл 2 августа 2016 года против «Ромы» (1:2). Через полторы недели сыграл в дебютном туре Премьер-лиги, отметился голевой передачей на Филипе Коутиньо и помог своей команде обыграть в гостях «Арсенал». В 2019 году в полуфинале Лиги чемпионов УЕФА Вейналдум забил два мяча в ворота «Барселоны» и помог команде выйти в финал.

### «Пари Сен-Жермен»
10 июня 2021 года перешёл на правах свободного агента в «Пари Сен-Жермен», подписав контракт с клубом до 2024 года.
Вейналдум дебютировал за «парижан» 1 августа 2021 года в матче за Суперкубок Франции против «Лилля».

### «Рома»
5 августа 2022 года Вейналдум перешёл в «Рому» на правах годичной аренды с правом выкупа в 8 миллионов евро.

### «Аль-Иттифак»
3 сентября 2023 года перешёл в саудовский клуб «Аль-Иттифак», подписав контракт до 2026 года. 16 сентября дебютировал в чемпионате Саудовской Аравии в гостевом матче против «Абхи». 21 сентября забил первые голы за клуб, отличившись дублем в домашнем матче с «Аль-Таи». В дебютном сезоне сыграл во всех турнирах 31 матч и забил семь голов.

## Карьера в сборной
В национальной сборной дебютировал 2 сентября 2011 года в игре против Сан-Марино, выйдя на замену на 86-й минуте и забив последний мяч в матче (11:0).
Был в составе сборной на чемпионате мира 2014 года, забил один из трёх мячей в игре за третье место против Бразилии (3:0).
9 сентября 2018 года сыграл 50-й матч за сборную. 19 ноября 2019 года сделал хет-трик в ворота сборной Эстонии в домашнем отборочном матче чемпионата Европы 2020 года (5:0). 15 ноября 2020 года сделал дубль в ворота сборной Боснии и Герцеговины в матче Лиги наций.
На чемпионате Европы 2020 года забил один из мячей ворота сборной Украины (3:2) в первом матче турнира на Арене Йохана Кройфа. 21 июня сделал дубль в ворота сборной Северной Македонии. Второй мяч стал для футболиста 25-м в составе сборной.

## Достижения

### Командные
«Фейеноорд»
- Обладатель Кубка Нидерландов: 2007/08

ПСВ
- Чемпион Нидерландов: 2014/15
- Обладатель Кубка Нидерландов: 2011/12
- Обладатель Суперкубка Нидерландов: 2012

«Ливерпуль»
- Чемпион Англии: 2019/20
- Победитель Лиги чемпионов УЕФА: 2018/19
- Обладатель Суперкубка УЕФА: 2019
- Победитель Клубного чемпионата мира: 2019

«Пари Сен-Жермен»
- Чемпион Франции: 2021/22

Сборная Нидерландов
- Бронзовый призёр чемпионата мира: 2014
- Серебряный призёр Лиги наций УЕФА: 2019

### Личные
- Футболист года в Нидерландах: 2015
- Символическая сборная Лиги чемпионов УЕФА: 2018/19
- Символическая сборная Лиги наций УЕФА: 2019

## Статистика

### Клубная статистика
| Выступление      | Выступление      | Выступление      | Лига | Лига | Кубки | Кубки | Еврокубки | Еврокубки | Остальные | Остальные | Итого | Итого |
| Клуб             | Лига             | Сезон            | Игры | Голы | Игры  | Голы  | Игры      | Голы      | Игры      | Голы      | Игры  | Голы  |
| ---------------- | ---------------- | ---------------- | ---- | ---- | ----- | ----- | --------- | --------- | --------- | --------- | ----- | ----- |
| Фейеноорд        | Эредивизи        | 2006/07          | 3    | 0    | —     | —     | —         | —         | —         | —         | 3     | 0     |
| Фейеноорд        | Эредивизи        | 2007/08          | 10   | 1    | 2     | 0     | —         | —         | —         | —         | 12    | 1     |
| Фейеноорд        | Эредивизи        | 2008/09          | 33   | 4    | 4     | 0     | 8         | 1         | —         | —         | 45    | 5     |
| Фейеноорд        | Эредивизи        | 2009/10          | 31   | 4    | 7     | 1     | —         | —         | —         | —         | 38    | 5     |
| Фейеноорд        | Эредивизи        | 2010/11          | 34   | 14   | 1     | 0     | 2         | 0         | —         | —         | 37    | 14    |
| Фейеноорд        | Итого            | Итого            | 111  | 23   | 14    | 1     | 10        | 1         | —         | —         | 135   | 25    |
| ПСВ              | Эредивизи        | 2011/12          | 32   | 8    | 6     | 2     | 12        | 4         | —         | —         | 50    | 14    |
| ПСВ              | Эредивизи        | 2012/13          | 33   | 14   | 7     | 2     | 5         | 4         | —         | —         | 45    | 20    |
| ПСВ              | Эредивизи        | 2013/14          | 11   | 4    | —     | —     | 4         | 0         | —         | —         | 15    | 4     |
| ПСВ              | Эредивизи        | 2014/15          | 33   | 14   | 3     | 2     | 8         | 2         | —         | —         | 44    | 18    |
| ПСВ              | Итого            | Итого            | 109  | 40   | 16    | 6     | 29        | 10        | —         | —         | 154   | 56    |
| → Йонг ПСВ       | Первый дивизион  | 2013/14          | 2    | 2    | —     | —     | —         | —         | —         | —         | 2     | 2     |
| → Йонг ПСВ       | Итого            | Итого            | 2    | 2    | —     | —     | —         | —         | —         | —         | 2     | 2     |
| Ньюкасл Юнайтед  | Премьер-лига     | 2015/16          | 38   | 11   | 2     | 0     | —         | —         | —         | —         | 40    | 11    |
| Ньюкасл Юнайтед  | Итого            | Итого            | 38   | 11   | 2     | 0     | —         | —         | —         | —         | 40    | 11    |
| Ливерпуль        | Премьер-лига     | 2016/17          | 36   | 6    | 6     | 0     | —         | —         | —         | —         | 42    | 6     |
| Ливерпуль        | Премьер-лига     | 2017/18          | 33   | 1    | 3     | 0     | 14        | 1         | —         | —         | 50    | 2     |
| Ливерпуль        | Премьер-лига     | 2018/19          | 35   | 3    | —     | —     | 12        | 2         | —         | —         | 47    | 5     |
| Ливерпуль        | Премьер-лига     | 2019/20          | 37   | 4    | 1     | 0     | 8         | 2         | 1         | 0         | 47    | 6     |
| Ливерпуль        | Премьер-лига     | 2020/21          | 38   | 2    | 4     | 1     | 9         | 0         | —         | —         | 51    | 3     |
| Ливерпуль        | Итого            | Итого            | 179  | 16   | 14    | 1     | 43        | 5         | 1         | 0         | 237   | 22    |
| Пари Сен-Жермен  | Лига 1           | 2021/22          | 31   | 1    | 2     | 0     | 5         | 2         | —         | —         | 38    | 3     |
| Пари Сен-Жермен  | Итого            | Итого            | 31   | 1    | 2     | 0     | 5         | 2         | —         | —         | 38    | 3     |
| Всего за карьеру | Всего за карьеру | Всего за карьеру | 470  | 93   | 48    | 8     | 87        | 18        | 1         | 0         | 606   | 119   |

### Список матчей за сборную
| Матчи и голы Вейналдума за сборную Нидерландов | Матчи и голы Вейналдума за сборную Нидерландов | Матчи и голы Вейналдума за сборную Нидерландов | Матчи и голы Вейналдума за сборную Нидерландов | Матчи и голы Вейналдума за сборную Нидерландов | Матчи и голы Вейналдума за сборную Нидерландов |
| ---------------------------------------------- | ---------------------------------------------- | ---------------------------------------------- | ---------------------------------------------- | ---------------------------------------------- | ---------------------------------------------- |
| №                                              | Дата                                           | Соперник                                       | Счёт                                           | Голы Вейналдума                                | Соревнование                                   |
| 1                                              | 2 сентября 2011                                | Сан-Марино                                     | 11:0                                           | 1                                              | Чемпионат Европы 2012 (отбор)                  |
| 2                                              | 15 ноября 2011                                 | Германия                                       | 0:3                                            | —                                              | Товарищеский матч                              |
| 3                                              | 14 августа 2013                                | Португалия                                     | 1:1                                            | —                                              | Товарищеский матч                              |
| 4                                              | 17 мая 2014                                    | Эквадор                                        | 1:1                                            | —                                              | Товарищеский матч                              |
| 5                                              | 4 июня 2014                                    | Уэльс                                          | 2:0                                            | —                                              | Товарищеский матч                              |
| 6                                              | 13 июня 2014                                   | Испания                                        | 5:1                                            | —                                              | Чемпионат мира 2014                            |
| 7                                              | 18 июня 2014                                   | Австралия                                      | 3:2                                            | —                                              | Чемпионат мира 2014                            |
| 8                                              | 23 июня 2014                                   | Чили                                           | 2:0                                            | —                                              | Чемпионат мира 2014                            |
| 9                                              | 29 июня 2014                                   | Мексика                                        | 2:1                                            | —                                              | Чемпионат мира 2014                            |
| 10                                             | 5 июля 2014                                    | Коста-Рика                                     | 0:0 (4:3 пен.)                                 | —                                              | Чемпионат мира 2014                            |
| 11                                             | 9 июля 2014                                    | Аргентина                                      | 0:0 (2:4 пен.)                                 | —                                              | Чемпионат мира 2014                            |
| 12                                             | 12 июля 2014                                   | Бразилия                                       | 3:0                                            | 1                                              | Чемпионат мира 2014                            |
| 13                                             | 4 сентября 2014                                | Италия                                         | 0:2                                            | —                                              | Товарищеский матч                              |
| 14                                             | 9 сентября 2014                                | Чехия                                          | 1:2                                            | —                                              | Чемпионат Европы 2016 (отбор)                  |
| 15                                             | 12 ноября 2014                                 | Мексика                                        | 2:3                                            | —                                              | Товарищеский матч                              |
| 16                                             | 16 ноября 2014                                 | Латвия                                         | 6:0                                            | —                                              | Чемпионат Европы 2016 (отбор)                  |
| 17                                             | 28 марта 2015                                  | Турция                                         | 1:1                                            | —                                              | Чемпионат Европы 2016 (отбор)                  |
| 18                                             | 31 марта 2015                                  | Испания                                        | 2:0                                            | —                                              | Товарищеский матч                              |
| 19                                             | 5 июня 2015                                    | США                                            | 3:4                                            | —                                              | Товарищеский матч                              |
| 20                                             | 12 июня 2015                                   | Латвия                                         | 2:0                                            | 1                                              | Чемпионат Европы 2016 (отбор)                  |
| 21                                             | 3 сентября 2015                                | Исландия                                       | 0:1                                            | —                                              | Чемпионат Европы 2016 (отбор)                  |
| 22                                             | 6 сентября 2015                                | Турция                                         | 0:3                                            | —                                              | Чемпионат Европы 2016 (отбор)                  |
| 23                                             | 10 октября 2015                                | Казахстан                                      | 2:1                                            | 1                                              | Чемпионат Европы 2016 (отбор)                  |
| 24                                             | 13 октября 2015                                | Чехия                                          | 2:3                                            | —                                              | Чемпионат Европы 2016 (отбор)                  |
| 25                                             | 13 ноября 2015                                 | Уэльс                                          | 3:2                                            | —                                              | Товарищеский матч                              |
| 26                                             | 25 марта 2016                                  | Франция                                        | 2:3                                            | —                                              | Товарищеский матч                              |
| 27                                             | 29 марта 2016                                  | Англия                                         | 2:1                                            | —                                              | Товарищеский матч                              |
| 28                                             | 27 мая 2016                                    | Ирландия                                       | 1:1                                            | —                                              | Товарищеский матч                              |
| 29                                             | 1 июня 2016                                    | Польша                                         | 2:1                                            | 1                                              | Товарищеский матч                              |
| 30                                             | 4 июня 2016                                    | Австрия                                        | 2:0                                            | 1                                              | Товарищеский матч                              |
| 31                                             | 1 сентября 2016                                | Греция                                         | 1:2                                            | 1                                              | Товарищеский матч                              |
| 32                                             | 6 сентября 2016                                | Швеция                                         | 1:1                                            | —                                              | Чемпионат мира 2018 (отбор)                    |
| 33                                             | 7 октября 2016                                 | Беларусь                                       | 4:1                                            | —                                              | Чемпионат мира 2018 (отбор)                    |
| 34                                             | 10 октября 2016                                | Франция                                        | 0:1                                            | —                                              | Чемпионат мира 2018 (отбор)                    |
| 35                                             | 9 ноября 2016                                  | Бельгия                                        | 1:1                                            | —                                              | Товарищеский матч                              |
| 36                                             | 13 ноября 2016                                 | Люксембург                                     | 3:1                                            | —                                              | Чемпионат мира 2018 (отбор)                    |
| 37                                             | 25 марта 2017                                  | Болгария                                       | 0:2                                            | —                                              | Чемпионат мира 2018 (отбор)                    |
| 38                                             | 28 марта 2017                                  | Италия                                         | 1:2                                            | —                                              | Товарищеский матч                              |
| 39                                             | 4 июня 2017                                    | Кот-д’Ивуар                                    | 5:0                                            | —                                              | Товарищеский матч                              |
| 40                                             | 9 июня 2017                                    | Люксембург                                     | 5:0                                            | 1                                              | Чемпионат мира 2018 (отбор)                    |
| 41                                             | 31 августа 2017                                | Франция                                        | 0:4                                            | —                                              | Чемпионат мира 2018 (отбор)                    |
| 42                                             | 3 сентября 2017                                | Болгария                                       | 3:1                                            | —                                              | Чемпионат мира 2018 (отбор)                    |
| 43                                             | 7 октября 2017                                 | Беларусь                                       | 3:1                                            | —                                              | Чемпионат мира 2018 (отбор)                    |
| 44                                             | 10 октября 2017                                | Швеция                                         | 2:0                                            | —                                              | Чемпионат мира 2018 (отбор)                    |
| 45                                             | 9 ноября 2017                                  | Шотландия                                      | 1:0                                            | —                                              | Товарищеский матч                              |
| 46                                             | 23 марта 2018                                  | Англия                                         | 0:1                                            | —                                              | Товарищеский матч                              |
| 47                                             | 26 марта 2018                                  | Португалия                                     | 3:0                                            | —                                              | Товарищеский матч                              |
| 48                                             | 4 июня 2018                                    | Италия                                         | 1:1                                            | —                                              | Товарищеский матч                              |
| 49                                             | 6 сентября 2018                                | Перу                                           | 2:1                                            | —                                              | Товарищеский матч                              |
| 50                                             | 9 сентября 2018                                | Франция                                        | 1:2                                            | —                                              | Лига наций УЕФА 2018/2019                      |
| 51                                             | 13 октября 2018                                | Германия                                       | 3:0                                            | 1                                              | Лига наций УЕФА 2018/2019                      |
| 52                                             | 16 ноября 2018                                 | Франция                                        | 2:0                                            | 1                                              | Лига наций УЕФА 2018/2019                      |
| 53                                             | 19 ноября 2018                                 | Германия                                       | 2:2                                            | —                                              | Лига наций УЕФА 2018/2019                      |
| 54                                             | 21 марта 2019                                  | Беларусь                                       | 4:0                                            | 1                                              | Чемпионат Европы 2020 (отбор)                  |
| 55                                             | 24 марта 2019                                  | Германия                                       | 2:3                                            | —                                              | Чемпионат Европы 2020 (отбор)                  |
| 56                                             | 6 июня 2019                                    | Англия                                         | 3:1                                            | —                                              | Лига наций УЕФА 2018/2019                      |
| 57                                             | 9 июня 2019                                    | Португалия                                     | 0:1                                            | —                                              | Лига наций УЕФА 2018/2019                      |
| 58                                             | 6 сентября 2019                                | Германия                                       | 4:2                                            | 1                                              | Чемпионат Европы 2020 (отбор)                  |
| 59                                             | 9 сентября 2019                                | Эстония                                        | 4:0                                            | 1                                              | Чемпионат Европы 2020 (отбор)                  |
| 60                                             | 10 октября 2019                                | Северная Ирландия                              | 3:1                                            | —                                              | Чемпионат Европы 2020 (отбор)                  |
| 61                                             | 13 октября 2019                                | Беларусь                                       | 2:1                                            | 2                                              | Чемпионат Европы 2020 (отбор)                  |
| 62                                             | 19 ноября 2019                                 | Эстония                                        | 5:0                                            | 3                                              | Чемпионат Европы 2020 (отбор)                  |
| 63                                             | 4 сентября 2020                                | Польша                                         | 1:0                                            | —                                              | Лига наций УЕФА 2020/2021                      |
| 64                                             | 7 сентября 2020                                | Италия                                         | 0:1                                            | —                                              | Лига наций УЕФА 2020/2021                      |
| 65                                             | 7 октября 2020                                 | Мексика                                        | 0:1                                            | —                                              | Товарищеский матч                              |
| 66                                             | 11 октября 2020                                | Босния и Герцеговина                           | 0:0                                            | —                                              | Лига наций УЕФА 2020/2021                      |
| 67                                             | 14 октября 2020                                | Италия                                         | 1:1                                            | —                                              | Лига наций УЕФА 2020/2021                      |
| 68                                             | 11 ноября 2020                                 | Испания                                        | 1:1                                            | —                                              | Товарищеский матч                              |
| 69                                             | 15 ноября 2020                                 | Босния и Герцеговина                           | 3:1                                            | 2                                              | Лига наций УЕФА 2020/2021                      |
| 70                                             | 18 ноября 2020                                 | Польша                                         | 2:1                                            | 1                                              | Лига наций УЕФА 2020/2021                      |
| 71                                             | 24 марта 2021                                  | Турция                                         | 2:4                                            | —                                              | Чемпионат мира 2022 (отбор)                    |
| 72                                             | 27 марта 2021                                  | Латвия                                         | 2:0                                            | —                                              | Чемпионат мира 2022 (отбор)                    |
| 73                                             | 30 марта 2021                                  | Гибралтар                                      | 7:0                                            | 1                                              | Чемпионат мира 2022 (отбор)                    |
| 74                                             | 2 июня 2021                                    | Шотландия                                      | 2:2                                            | —                                              | Товарищеский матч                              |
| 75                                             | 6 июня 2021                                    | Грузия                                         | 3:0                                            | —                                              | Товарищеский матч                              |
| 76                                             | 13 июня 2021                                   | Украина                                        | 3:2                                            | 1                                              | Чемпионат Европы 2020                          |
| 77                                             | 17 июня 2021                                   | Австрия                                        | 2:0                                            | —                                              | Чемпионат Европы 2020                          |
| 78                                             | 21 июня 2021                                   | Северная Македония                             | 3:0                                            | 2                                              | Чемпионат Европы 2020                          |
| 79                                             | 27 июня 2021                                   | Чехия                                          | 0:2                                            | —                                              | Чемпионат Европы 2020                          |
| 80                                             | 1 сентября 2021                                | Норвегия                                       | 1:1                                            | —                                              | Чемпионат мира 2022 (отбор)                    |
| 81                                             | 4 сентября 2021                                | Черногория                                     | 4:0                                            | 1                                              | Чемпионат мира 2022 (отбор)                    |
| 82                                             | 7 сентября 2021                                | Турция                                         | 6:1                                            | —                                              | Чемпионат мира 2022 (отбор)                    |
| 83                                             | 11 октября 2021                                | Гибралтар                                      | 6:0                                            | —                                              | Чемпионат мира 2022 (отбор)                    |
| 84                                             | 13 ноября 2021                                 | Черногория                                     | 2:2                                            | —                                              | Чемпионат мира 2022 (отбор)                    |
| 85                                             | 16 ноября 2021                                 | Норвегия                                       | 2:0                                            | —                                              | Чемпионат мира 2022 (отбор)                    |
| 86                                             | 29 марта 2022                                  | Германия                                       | 1:1                                            | —                                              | Товарищеский матч                              |
| 87                                             | 24 марта 2023                                  | Франция                                        | 0:4                                            | —                                              | Чемпионат Европы 2024 (отбор)                  |
| 88                                             | 27 марта 2023                                  | Гибралтар                                      | 3:0                                            | —                                              | Чемпионат Европы 2024 (отбор)                  |
| 89                                             | 14 июня 2023                                   | Хорватия                                       | 2:4                                            | —                                              | Лига наций УЕФА 2022/2023                      |
| 90                                             | 18 июня 2023                                   | Италия                                         | 2:3                                            | 1                                              | Лига наций УЕФА 2022/2023                      |

Итого: 90 матчей / 27 голов; 48 побед, 15 ничьих, 27 поражений.